# Pizzo di Scais
Pizzo di Scais – szczyt w Alpach Bergamskich. Leży w północnych Włoszech, w Lombardii. Szczyt ten leży w najwyższym rejonie Alp Bergamskich, między jeziorem Como na zachodzie, a grupą Adamello na wschodzie. Pizzo di Coca, Pizzo di Scaiss i Pizzo di Redorta to jedyne trzy szczyty przekraczające wysokością 3000 m w tym rejonie i w całych Alpach Bergamskich..